# 西根村 (山形県西置賜郡)
西根村（にしねむら）は山形県西置賜郡にあった村。現在の長井市の西半にあたる。

## 地理
- 山：神尾山、三体山、柴倉山、祝瓶山、大玉山、平岩山、御影森山、前御影森山、中沢峰、八形峰、丸森峰、安倍ヶ館山
- 河川：置賜野川

## 歴史
- 1889年（明治22年）4月1日 - 町村制の施行により、草岡村、勧進代村、河原沢村、寺泉村の区域をもって発足。
- 1954年（昭和29年）11月15日 - 長井町・長井村・豊田村・平野村・伊佐沢村と合併して長井市が発足。同日西根村廃止。

## 著名な出身者
- 孫田秀春 ‐ 法学者